# 中药

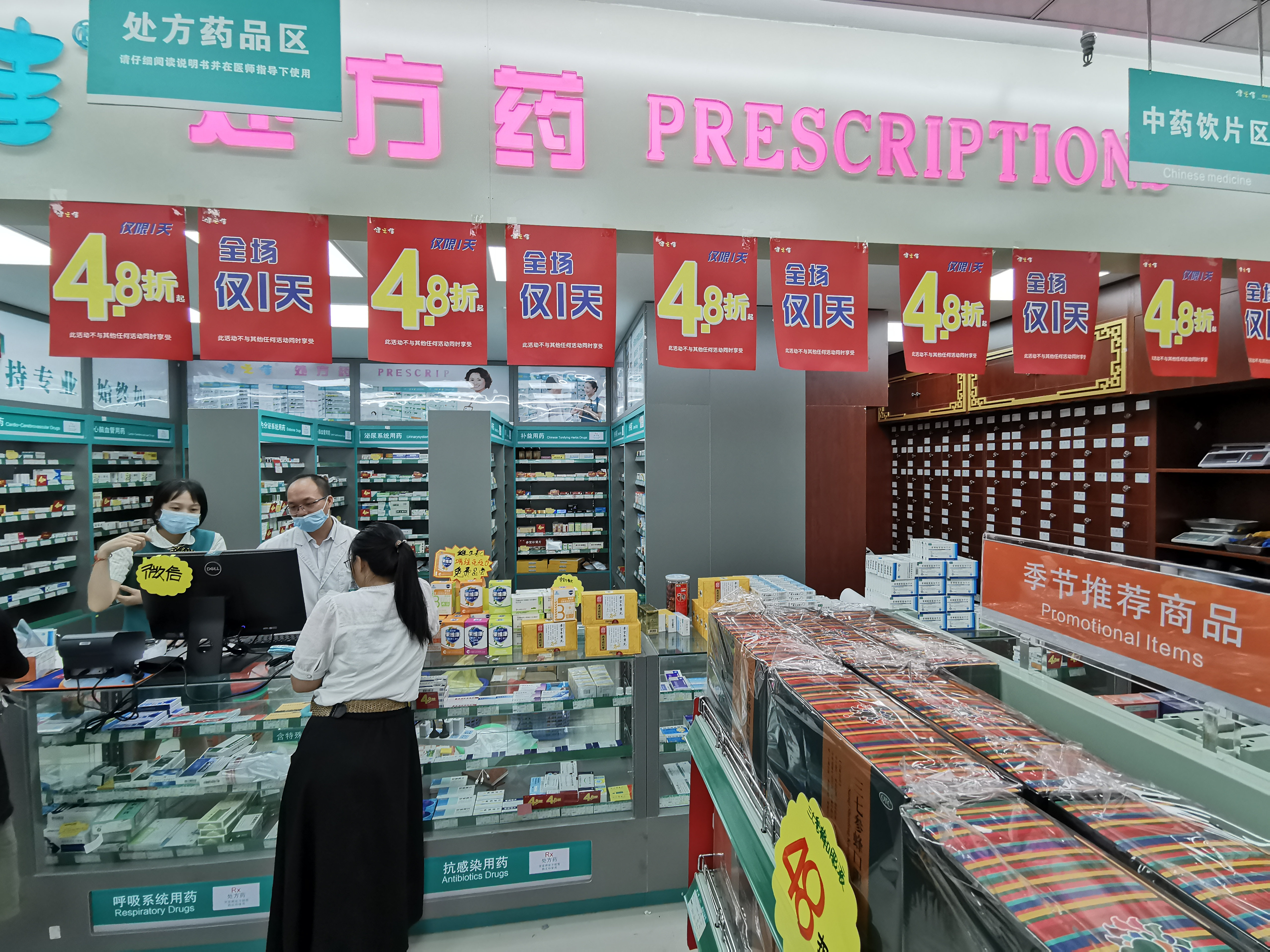
南宁的药房

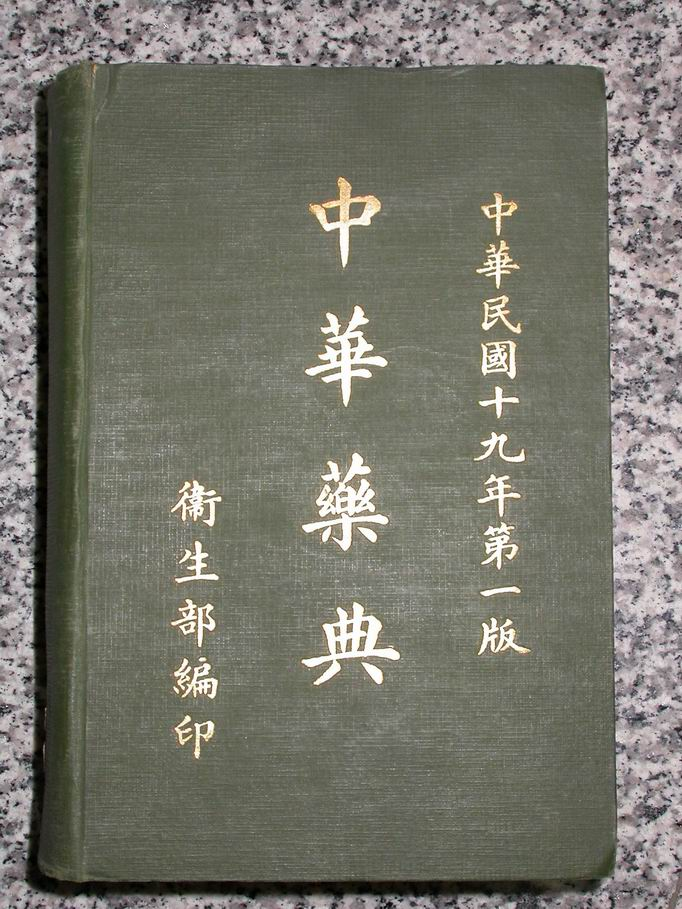
中华药典第一版封面（1930年出版）

中藥，古称本草，台語又稱漢藥（hàn-io̍h），是在中醫理論指導下應用的药物。由於其來源包括植物、動物和礦物，植物類藥比例最多，使用也最普遍，自古相沿把藥學稱為「本草」，古代眾多典籍和文獻資料均以本草命名，如明代李時珍編撰的《本草綱目》。中藥涵義廣泛，主要分為中药材（中草藥和中藥飲片）和中藥製劑，包含傳統臨床製劑（丸、散、膏、丹、湯等）、中成藥、供配伍用中藥顆粒等。中藥傳統稱為本草、生藥等；目前，日韓等地仍稱中藥為漢藥或漢方藥。

## 中藥學
「中藥學」是研究中藥基本理論和各種中藥的來源、採製、性能、功效、臨床應用等知識的一門學科。傳統上，中藥學一般稱為本草學或生藥學，及至近代，隨著西方醫藥學的傳播，本草學逐漸改稱為「中藥學」。

## 中藥學的發展

### 先秦時期
最初人类对药物的认识是与觅食活动紧密相连的。在原始时代，原始人通过采食植物和狩猎，逐渐了解这些植物和动物，有可以果腹，也有可以减缓病痛，有的则可以引起中毒，甚至死亡。根據古籍記述的「神農嘗百草之滋味……一日而遇七十毒」的傳說生動而形象地概括了藥物知識萌芽的實踐過程。古人經過無數次有意識的試驗、觀察，逐漸形成了最初的藥物知識。早期人類用以充飢的食物，大多是植物類，因此最先發現的也是植物藥。在漁獵生產和生活開始以後，開始接觸較多的魚、野獸、甲殼類等動物，逐漸掌握動物類藥物的醫療作用；直至原始社會後期，採礦和冶煉的興起，又相繼發現了礦物藥。在這時期，人們從野果或穀物自然發酵的啟示中，再掌握了酒的酿造技術，至殷商時期，酿酒業已十分興盛，酒不僅是一種飲料，更具有溫通血脈、行藥勢和作為溶媒等多方面的作用，故古人將酒譽為「百藥之長」。随着文字的出现，對药物知识也有了文字记载。商代金文已有「藥」字。《说文解字》训释为：「治病草，从草，乐声。」。西周時已有專業的「醫師」，「聚毒藥藥以共醫事」，而《詩經》中涉及的植物和動物共300多種，其中不少是後世本草著作中收載的藥物；《山海經》中已經記載有100餘種動植物藥，並記述其產地、效用和治療性能。春秋戰國時期的《五十二病方》已載方280餘首，所用藥物達240餘種，對炮製、製劑、用法、禁忌等皆有記述，說明中藥的複方應用具有十分悠久的歷史。

### 秦漢時期
西漢時期已有藥學專著出現，根據《史記‧扁鵲倉公列傳》記述名醫公乘陽慶將《藥論》一書傳給其弟子淳于意；從《漢書》可知，西漢晚期已有“本草”一词来指称药学专著，而且擁有一批通曉本草的學者。自漢武帝打通河西走廊，西域的番紅花、大蒜、胡麻等相繼傳入中國，邊陲地區的麝香、羚羊角、琥珀、龍眼等藥進入中國，不同程度影響當時本草學的發展。现存最早的药学专著是《神农本草经》，虽托「神農」之名，实非出于一时一人之手，其成書年代雖尚有爭議，有考证成书不晚于东汉末年（公元2世纪）。《神农本草经》言簡意賅地總結了藥物的四氣五味、有毒無毒、配伍法度等基本原則，定下了中藥學的理論基礎。

### 魏晋南北朝时期
汉末以来医家应用的药物种类日渐增多，本草著作的数量和种类也大大增加。晉代葛洪《抱朴子》曾首載草藥一詞。重要的本草著作首推完成于公元500年、梁陶弘景所撰《本草经集注》，針對當時藥材偽劣品較多的狀況，補充大量採收、鑑別、炮製、製劑等理論和操作原則，各論部分，首創自然屬性分類法，收載藥物730種。南朝刘宋时期雷敩著《炮炙论》，收录了300种药物的炮制方法，是中国的第一部炮制专著。

### 隋唐时期
隋唐时期，南北统一，经济文化日渐繁荣，医药学也有发展。唐显庆四年（公元659年）朝廷颁行了由李勣、苏敬等主持编纂的《新修本草》（又称《唐本草》）。载药844种，這本官修本草完成依赖了国家的行政力量和人力物力，是中国第一部药典性本草，比公元1542年由德意志医生与植物学家瓦勒留斯·科尔杜斯所撰写的《药典》要早出800余年。在日本古书《延喜式》还有「凡医生皆读苏敬新修本草」的记载。開元年間（公元3-741年），陳藏器編成《本草拾遺》，增補大量民間用藥，為中藥按臨床功效分類的發端。唐至五代時期對某些食物藥和外來藥都有專門的研究，擴充本草學的內容。

### 宋金元時期
由於經濟、文化、科學技術和商業交通的進步，尤其活板印刷的應用，為宋代本草學術的發展提供了有利條件，如唐慎微的《經史證類備急本草》，載藥總數已達1500餘種，並於各藥之後附列方劑以相印證，醫藥緊密結合。國家藥局的設立，是北宋一大創舉，是中國乃世界藥學史上的重大事件。1076年，在京城開封開設由國家經營的熟藥所，其後又發展修合藥所(後改名為"醫藥和劑局")及出賣藥所(後改名為"惠民局")。張元素所寫的《醫學啟源》介紹了臟腑諸病用藥心法，奠定了臟腑辨證用藥理論。他在《珍珠囊》、《臟腑標本寒熱虛實用藥式》、《潔古刺諸痛法》中均倡導中藥歸經學說。後來，李東垣的《用藥法象》與王好古的《湯液本草》都是探討藥性。元代中外醫藥交流更加廣泛，在藥物相互貿易中，政府還派遣人員去各國採購。阿拉伯人、法蘭西人開始來華行醫。回回孳物院的建立，更促進了中國醫藥和阿拉伯醫藥的交流。

### 明清时期
明代医药学家李时珍（1518－1593年）历时27年编成《本草纲目》（全书52卷，约200万言，收药1,892种，附图1,100多幅，附方11,000余首），流傳於世。除《本》書外，李時珍還編著有多項中醫學書籍，如《瀕湖脉學》等。這一時期，人工栽培的藥物已達200餘種，種植技術也有很高的水平，如川芎、莖節的無性繁殖；牡丹、芍藥的分根繁衍。《本草蒙荃》所載五倍子制百藥煎（即沒食子酸），早於歐洲200餘年；約17世紀著作《白猿經》所記的新鮮烏頭制取冰晶的「射罔」，實為烏頭鹼的結晶，比起歐洲人在19世紀初從鴉片中提煉出號稱「世界第一種生物鹼」—嗎啡，還要早一百多年。
清代研究本草之風盛行，是由於醫藥學發展，有必要進一步補充修訂《本草綱目》的不足，如趙學敏撰寫《本草綱目拾遺》；其次是配合臨床需要，以符合實用為原則；其三是受考據之風影響。
清末自強運動、維新運動時期，西醫思潮由東洋、西洋遍及中國，由於具備科學化、理論化、系統化的因素，而愈來愈受到民眾青睞；這也使得傳統中醫藥行業受到一定的影響。

### 近代時期

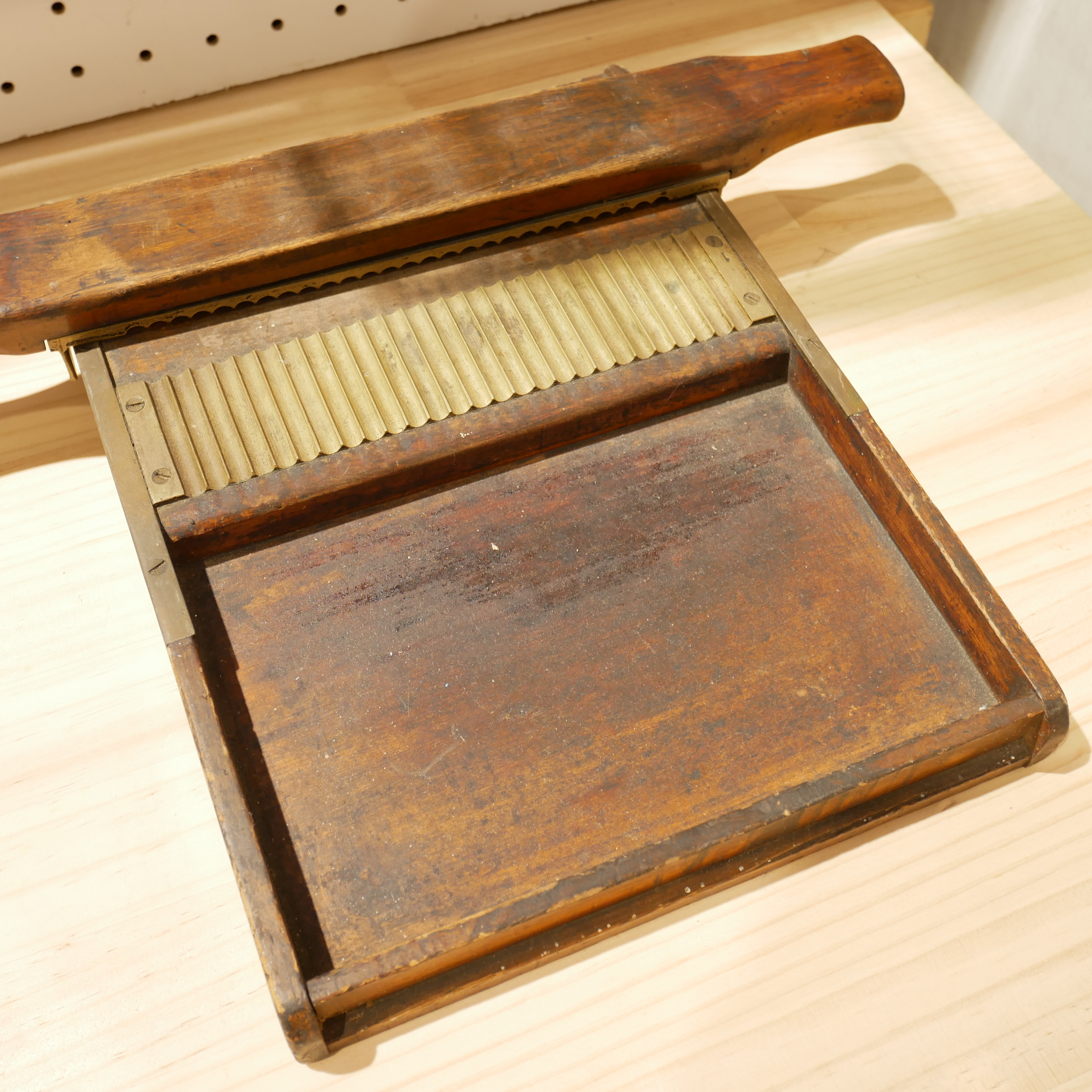
大稻埕乾元參藥行製藥丸機

宣統退位、民國建立以後，西化思潮更加濃厚，由於多數有識之士，認定「學問必以科學檢驗」的關係，西醫思想對傳統中醫藥產生重大影響，隨之出現了一股否定傳統文化的理念，中醫藥學的發展受到限制。
但在中醫藥志士仁人的努力下，認為必須使中醫藥更加地科學化、系統化，開始建立中醫學校，正規和有系統地培育中醫藥人才，涌現了一批適應教學和臨床運用需要的中藥學講義，如浙江蘭溪中醫學校張壽頤的《本草正義》、浙江中醫專門學校何廉臣的《實驗藥物學》等，這些中藥講義，對各藥的功用主治論述大為充實。藥學辭典類大型工具書的出現，是民國時期本草學中重要一環，其中成就和影響最深者，當推1935年出版由陳存仁撰寫的《中國藥學大辭典》，本書收錄詞4300條，滙集古今有關論述，資料繁博，方便查閱。
1949年中華人民共和國成立，由於政府對中醫藥比較重視，並制定了一系列相應的政策和措施，從1954年起，各地出版部門積極進行中醫藥文獻的整理刊行，對亡佚本草的輯印研究具有重大意義。現代中藥新著類量多，而且門類齊全，《中華人民共和國藥典》以法典形式確定了中藥在當代醫藥衞生事業中的地位，也為中藥材及中藥製劑質量的提高和標準的確定起了促進作用。中藥學的現代研究亦開始進步，自西方的精密分析儀器傳入中國，在當前條件和環境下，學者多進行單味藥材或單體學成分和、動物藥理或外藥理等基礎性研究，中藥得以往此研究方向發展，不少專家學者都對此持保留，甚至是質疑的意見、陳述和評價。

## 中藥的性能

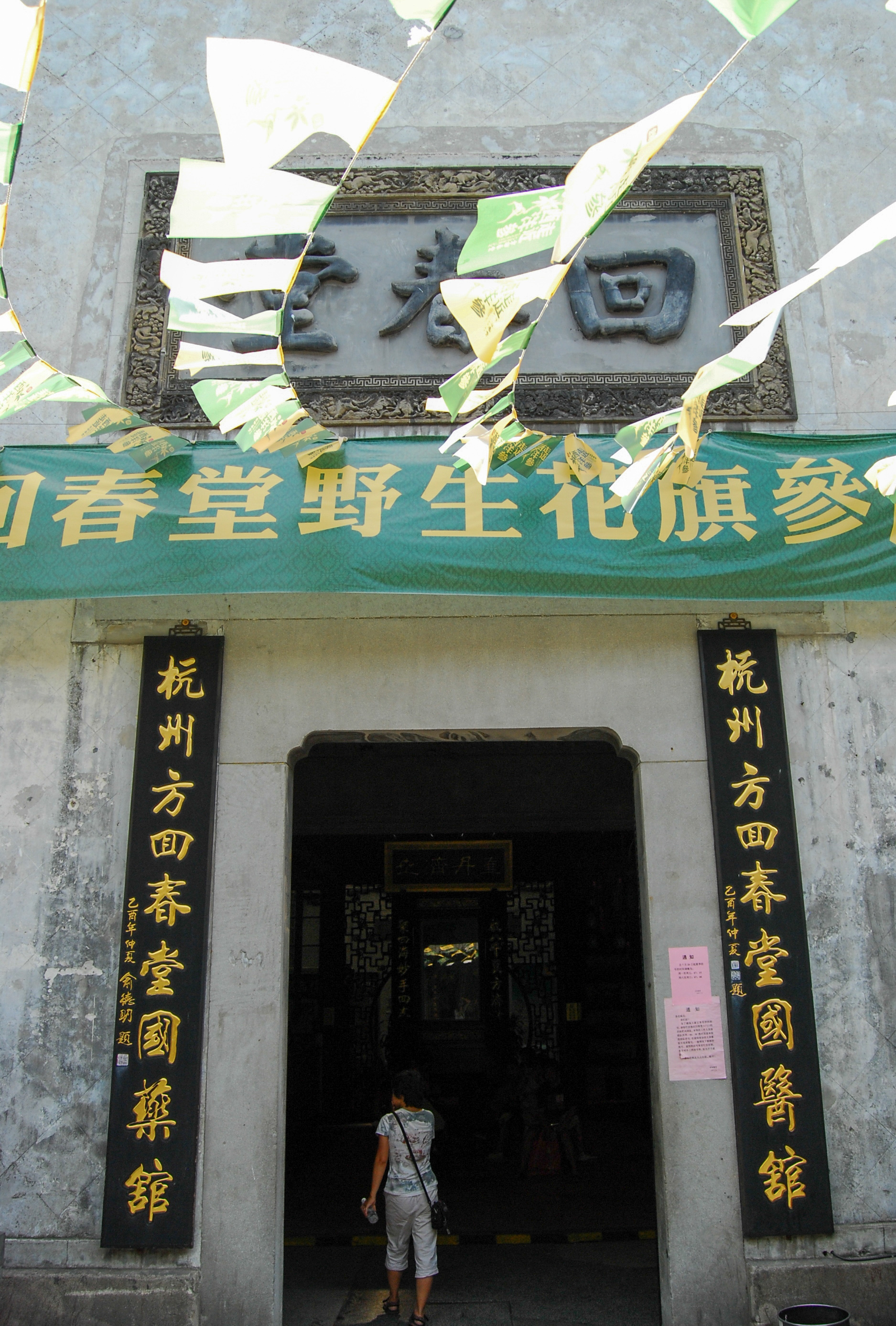
杭州市拱墅區方回春堂。

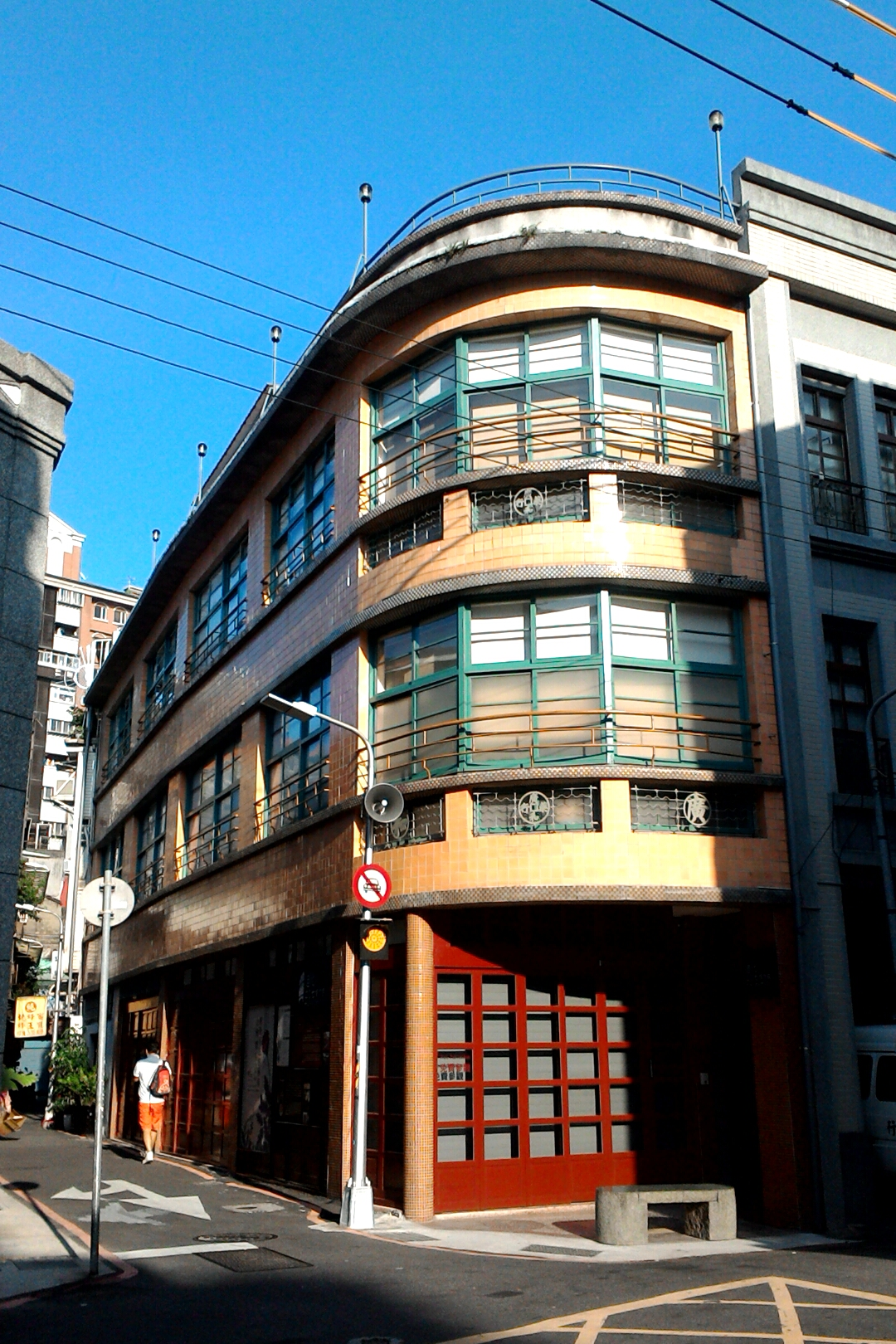
台北市大同區廣和堂藥舖（今迪化207博物館）。

中藥的性能主要有四氣五味、升降浮沉、归经、有毒无毒、配伍、禁忌等。

### 四氣五味
四氣也称四性，指寒、熱、溫、涼四种不同药性，溫熱屬陽，寒涼屬陰，溫次於熱，涼次於寒，即在共同性質中又有程度上的差異。后来又将对人体的寒热病理变化没有明显影响的药物称为平性。藥性是由藥物作用於機體所發生的反應概括出來，是與所治疾病的寒熱性質相對應的，寒凉药一般具有清热泻火、凉血解毒等功效，如石膏、知母；温热药一般具有温中散寒、补火助阳的功效，如附子、肉桂。
五味的本義是指藥物和食物的真實滋味，基本滋味分別是酸、甘、鹹、苦、辛五種味道，除此之外，還有淡和澀味，由於長期以來將澀附於酸，淡附於甘，以合五行配屬關係，故習稱「五味」。事实上，藥食的滋味是通過口嘗而得知的，古語云：「入口則知味，入腹則知性」，古人因此將滋味與作用關聯起來，並用滋味解釋藥食的作用，這就是最初的"滋味說"。《周禮‧天官》所載：「凡藥以酸養骨，以辛養筋，以鹹養脈，以苦養氣，以甘養肉，以滑養竅。」在《內經》論述的基礎上，後世對五味的作用作進一步的補充發揮，綜合前人的用經驗，分述如下：「辛味能散、能行；有發散、行氣、行血的作用。甘味能補、能緩、能和。酸味能收、能澀；有收斂固澀的作用。苦味能泄、能燥，指降泄肺氣、胃氣。鹹味能軟、能下，有軟堅、散結、瀉下作用。五味之外还有淡味，具有渗湿利水作用，治疗小便不利，水肿等证。」

### 升降浮沉
升降浮沉是指中药作用与人体的几种趋向，是与疾病的病理趋势相对而言的，分別具有向下、向上、向內、向外的作用趨向。一般而言，升是上升、降是下降、浮表示發散、沉表示收斂固藏和泄利二便。升浮药具有升阳、发表、祛风、散寒、涌吐、开窍等向上向外的作用，如升麻、柴胡等；而沉降药则具有清热、泻火、泻下、利尿、消食、驱虫、平肝、止咳平喘、收敛固涩向下向内的作用，如大黄、牛膝。

### 歸經
归经是以脏腑经络理论为基础，以所治病症为依据，总结出的药物的作用部位与范围。歸是作用的歸屬，經是臟腑經絡的概稱。此外須注意是，勿將中醫臟腑經絡定位與現代醫學的解剖部位混為一談，因兩者的涵義與認識方法都不相同。再者，歸經所依據的是用藥後的機體效應所在，而不是指藥物成分在體內的分布。

### 毒性
中药的毒性，在广义上泛指药物的偏性，在狭义上是指药物对机体的损害性，毒性反應與副作用不同，它對人體的危害性較大，甚至可危及生命。東漢時代，《本經》提出了"有毒、無毒"的區分；在《本草纲目》中将药物的毒性分为“大毒”、“有毒”、“小毒”、“微毒”。前人是以偏性的強弱來解釋毒性程度，有毒藥物的治療劑量與中毒劑量比較接近或相當，因在用藥時安全度小，易引起中毒反應，如商陆、细辛、苦杏仁、何首乌、附子等常有不良反应的報告。相對毒性較小或無毒的中藥，並非絕對不會引起中毒反應，如人參、艾葉、知母等皆有產生中毒反應的報道，這與劑量過大或服用時間過長等有密切關係。
毒性反應是臨床用藥時盡量避免，藥材的毒性與產地、品種、炮製加工、配伍、給藥途徑等多方面有關係，因此使用中藥時，應諮詢中醫師或中藥師的專業意見，方作使用。
香港政府的《中醫藥條例》（香港法例第549章）附表1列明的31種毒性中藥，毒性中藥的藥性十分強烈，並含有毒成分。若藥量稍不當或誤服，即可引致中毒，甚至死亡，須經註冊中醫處方才可購買；並要遵從中醫指示的煎煮和使用方法。
(見<毒性中藥常識 （页面存档备份，存于） 香港衛生署 中醫藥規管辦公室 出版  > )。

#### 外部連結
- 性味:  有毒 （页面存档备份，存于） 中藥材圖像數據庫  (香港浸會大學中醫藥學院) （中文）（英文）
- 性味:  有小毒 （页面存档备份，存于） 中藥材圖像數據庫  (香港浸會大學中醫藥學院) （中文）（英文）
- 性味:  有大毒 （页面存档备份，存于） 中藥材圖像數據庫  (香港浸會大學中醫藥學院) （中文）（英文）
- 毒性中藥常識 （页面存档备份，存于） 香港衛生署.中醫藥規管辦公室

## 中药的配伍加權
配伍是指把两种或两种以上的药物配合起来同时使用。中药的使用是十分讲究配伍的，一般是按照病情的不同需要和药物的不同特点。在中醫為病人處方藥物時，絕大多數以君、臣、佐、使的原則，将两种或两种以上的药物合在一起使用，这样可以达到降低毒副作用，扩大提高疗效，以适应复杂病情的需要。
中药的配伍内容分为：单行、相须、相使、相畏、相杀、相恶、相反，被称为“七情”。李时珍在其著作《本草纲目·序例上》总结为“药有七情”:"独行者，单方不用辅也；相须者，同类不可离也……相使者，我之佐使也；相恶者，夺我之能也；相畏者，受彼之制也；相反者，两不相合也；相杀者，制彼之毒也。”

## 中藥的禁忌
为了降低毒副作用，提高疗效，中药的用药禁忌分为配伍禁忌、证侯禁忌、妊娠中藥禁忌和服药的饮食禁忌。其中配伍禁忌应遵守十八反十九畏的原则。

## 中藥的用法
用法，指中藥的應用方法，主要包括給藥途徑、應用形式、煎煮方法和服藥方法。

### 給藥途徑
傳統中藥的給藥途徑，除口服和皮膚給藥兩種外，還有吸入、舌下給藥、黏膜表面給藥等，本世紀30年代後，中藥的給藥途徑又增添了皮下注射、肌肉注射、穴位注射、靜脈注射等。

### 应用形式
傳統中藥劑型中，有供口服的湯、丸、散、酒、滋膏、露劑；供皮膚用的軟膏、硬膏、散、丹、塗擦、浸洗劑；還有供體腔使用的栓劑、藥條、釘劑等。二十世紀三十年代研制出中藥注射劑，以後又發展了膠囊劑、顆粒劑、氣霧劑、膜劑等新劑型。

### 煎煮方法
中藥的療效除與劑型類別有關外，還與制劑工藝有著密切關係，由於湯劑是臨床應用中最常採用的劑型，而且大多由病家自製，為保證臨床用藥能獲得預期的療效，醫生在處方會相應向患者交待清楚煎煮的正確方法和注意事項。當中包括器具、水量、浸泡、火候、時間、次數等。然而，有些中藥由於其性質、性能及臨床用途不同，所需煎煮時間不同，可能需作特殊處理，如先煎、後下、包煎、另煎、烊化及沖服。

### 服藥方法
口服，是臨床使用中藥的主要給藥途徑，口服給藥效果，可受以下因素影響，包括服藥時間(空腹、飯前、飯後等)、服藥多少(每劑二服或三服)、服藥冷熱(熱服或涼服)等。

## 中藥材飲片
中藥飲片是指供臨床配伍或製劑使用的中藥商品。中藥由原植物、動物至入藥使用，必須經過炮劑，即使最簡單的鮮品使用，亦要經過淨製的炮製工藝，慢慢形成供醫家或患者使用的中藥材或中藥飲片，以供其煎煮或製劑。

## 供配伍用中藥顆粒劑
由於中藥材煎煮的不便和高要求，一般患者又難以掌握煎藥技巧，令一種新型的供配伍用中藥顆粒劑（在台灣稱科學中藥等；在香港、澳門稱中藥沖劑、中藥濃縮沖劑等；在中國大陸稱中藥配方顆粒等）被研發出來，目的是將中藥飲片或特定處方，在GMP中藥廠房以顆粒劑的製作工藝，使其能即時用開水沖服，實現快捷方便，更令中藥飲片或特定處方提供更穩定和安全的藥效。
然而，中藥顆粒劑亦有其缺點，單味顆粒劑配伍後由於沒有經過水煎煮，缺失合煎的化學反應下所產生的衍生成份無法獲得，而這類衍生成分可能是臨床藥效組成的部分，使中藥配方顆粒在化學層面上不能等同於傳統合煎的湯劑。即使有關配方顆粒是複方，預先煎煮後的複方只有加藥不能減藥，令中藥方劑隨證加減的原則受到限制，不方便臨床醫師處方便用。中醫師必須在傳統理論指導下的藥效與方便性作出選擇。

## 道地藥材
中藥绝大部分来源自天然的植物，其次是動物、矿物，以及部分人工制品等。中药的产地、采收与贮存是否适宜，是影响药材的重要因素。明‧陳嘉謨《本草蒙荃》云：「地產南北相殊，藥力大小懸隔。」，「凡諸草本、昆蟲、各有相宜地產，氣味功力，自異尋常……華陰細辛，銀夏柴胡，甘肅枸杞，茅山玄胡索、蒼朮，懷慶乾山藥、地黃，歙白朮，綿黃芪，上黨(人)參，交趾(肉)桂，每擅名因地，故以地冠名。地勝藥靈，視斯益信。」古代医学家经过长期的使用、观察和比较，各地所产的药材優劣不一，就是在特殊自然條件所生產的藥材、且生產較集中、栽培技術、採收加工有特別講究，使其質量和療效優於其他產區之藥材，為各醫家所公認而久負盛名的特定產區，便逐渐形成“道地药材”的概念。
歷代醫家均以道地產區藥材入藥，唐‧孫思邈《備急千金要方》云：「古之醫者……用藥必依土地，所以治十得九。」這表示只有使用道地藥材，才能取得良好療效，傳統中醫師常在處方注冊其道地產區，如懷山(藥)、建(澤)瀉、廣陳皮、川貝(母)、茅(蒼)朮、亳菊(花)等。

## 中藥教考用訓

### 臺灣
1949年國民政府敗退來台起，起初並未將中醫藥課程內容獨立講授，僅於藥用植物學、生藥學等科目中簡單帶過。1982年發布《藥師從事中藥製劑之製造、供應及調劑須修習中藥課程標準》、1986年發布《藥師執行中藥業務管理辦法》。
1993年2月5日中藥商落日條款；1998年，立法院修正藥事法第103條，「中藥師」正式出現藥事法。隔年1999年臺北醫學大學藥學院楊玲玲教授，首創成立生(中)藥技術學系，除了提供中藥行、中藥房、中藥商的進修管道，也讓對中藥有興趣的醫、藥、護畢業生，提供中藥教育管道，取得學士學位。由於藥師全聯會打壓，歷經更改系名與停招，前後只招生八屆。
另外，2002年中國醫藥大學中醫學院成立中國藥學暨中藥資源學系，簡稱為中藥學系，為首創及唯一以中藥為主的科系，為培養台灣中藥專業的人才，學習中藥材基源、鑑定、品管到臨床，傳統藥學及現代藥學理論結合，設有國內、外實習機會，為台灣的中藥行業，注入新血，發揮傳承與創新。1993年至2002年的10年間（民國82年－91年），乃台灣中藥相關學系的「啟動期」。
2006年大葉大學成立藥用植物與保健學系中藥組。2003年至2012年的10年間（民國92－101年），為台灣中藥相關學系的「奠基期」。
2016年嘉南藥理大學成立藥用植物與保健學系；另外，亞洲大學設立中醫藥養生產業經營管理學程。但由於藥師全聯會的反對，北醫與嘉藥，目前已停止招生。然而，立法院在2019年完成中醫藥發展法。2013年至2022年的10年間（民國102年－111年），為台灣中藥相關學系的「穩定期」。
目前，教育部亦鼓勵大專院校成立中藥學系，藥學系增設中藥組。衛生福利部未來希望新增中藥師專技高考及中藥士普考，台灣中藥相關學系，修畢中藥專業核心學分，經由教、考、用、訓做分流，促進台灣中醫藥的永續發展。

### 中國大陸
已實施執業藥師（含中藥師）制度，並將藥師分為「中藥學」及「藥學」專業，適合市場和臨床上不同情況，凡在中國大陸經營中藥業務，必須具備已注冊的執業藥師，方可經營。

### 香港
2001年，香港浸會大學已開辦全日制中藥學（榮譽）學士學位課程，為唯一獲教資會資助的中藥學學士課程。而香港高等教育科技學院（THEi）亦已開辦自資的全日制中藥藥劑學（榮譽）理學士課程。根據《中醫藥條例》，中藥材零售商（具配發資格）和中成藥製造商，於申領相關牌照時必須具備負責監督工作的提名人及不多於兩名副手，方能經營有關業務。2015年，香港中藥專業人員、中藥業界及學界代表，成立香港中藥師協會（今香港中藥藥劑師協會），專門推動設立中藥師及中藥專業人士的法定註冊制度。

### 澳門
根據第18/2020號法律《醫療人員專業資格及執業註冊制度》，中藥師必須擁有相關學科的學歷，並通過知識考試及實習，方可取得完全執照。現職中藥師則可憑藉實務經驗，直接取得執照。

### 韓國
1993年，韓國實施韓藥師，即中藥師之監管制度。

## 中药有关争议
随着循证医学及相关科学知识的普及，中医与中药的有效性和安全性，受到了來自各界的质疑，且中醫有其傳統文化背景，保持其神秘性，導致外界更是不易理解。平心而論，華語世界各地政府乃至於全世界各地政府，對於中醫藥的監管可說完全不如西醫，乃至大量假藥、劣藥紛紛出現。甚至中醫往往利用珍稀動物、植物製藥，且效果亦不明朗；因而造就無數爭議，乃至廢除中醫運動的產生。

### 科學問題
有聲音指出，传统中药拒绝向消费者和医生透露毒性、副作用，甚至拒绝透露药物具体成分及比例。
現今大多中藥材均來自種植生產，種植技術一日千里，包括施肥及防蟲害技術，使產量日益提高。但農民學歷不高、官員監管不力，在高度集中的經濟社會中，不少藥農不顧安全性，濫用激素與農藥，加上周邊環境的急劇污染，中藥交易市場混亂，令中藥材的安全得不到保障。
由於現今的循證學主要依赖隨機對照試驗（RCT）作為標準，中藥的使用方式和場景，並非能像西藥研究般完美可控和排除，往往忽略循證學的證據可來自多種不同範疇，其中真實世界研究（REAL WORLD STUDY）所提供的證據，已開始獲各國政府的重視。於2019年，美國食物及藥品管理局已撰寫真實世界研究及證據應用在藥品註冊和醫療決策的指引。

### 造假問題
中國國家食品藥品監督管理總局在對五個中國大型中藥材市場，包括安徽亳州、河北安國、成都荷花池、廣州清平及廣西玉林等藥材市場及周邊地區進行訪查後，發現不少中藥材均有摻雜造假的情況，特別是收錄在《國家重點保護野生藥材物種名錄》的物種因非法偷捕、來源不明及已不被中國藥典所收錄，而出現嚴重的造假情況。例如穿山甲片加入重金屬雜質增重，或以其他小蛇充金錢白花蛇等常有出現。其他包括如紫河車、蘄蛇、及豬苓等的摻假增重非常普遍，海龍、海馬腹內被發現灌入糊精、水泥等，蟲類藥材如全蝎、土鱉蟲等腹中充滿不同的雜質。另外以次貨冒充較昂貴的藥材並十分普遍，包括以平貝母代替川貝母、山麥冬充麥冬、鎖陽充肉蓯蓉等。

### 環保問題
另一方面，中藥的應用使得很多稀有動物、植物滅絕；自聯合國的成立，開始為瀕危動植物物種制定禁止國際貿易的公告，現時已有超過190個締約國簽署，並在其國家按公告要求制定相關法律，中國、港澳、台灣、東南亞各國等使用中藥的國家亦已簽署，並共同為保護瀕危動植物物種制定一系列的措施和聯合執法行動。

### 數據庫
- 藥用植物圖像數據庫 Medicinal Plant Images Database （页面存档备份，存于） 香港浸會大學中醫藥學院 (中文, 英文)
- 中藥標本數據庫 Chinese Medicine Specimen Database （页面存档备份，存于） 香港浸會大學中醫藥學院 (中文, 英文)
- 中草藥化學圖像數據庫 Phytochemical Image Database （页面存档备份，存于） 香港浸會大學中醫藥學院 (中文, 英文)
- 中藥材圖像數據庫 Chinese Medicinal Material Images Database （页面存档备份，存于） 香港浸會大學中醫藥學院（中文）（英文）
- 中藥方劑圖像數據庫 Chinese Medicine Formulae Images Database （页面存档备份，存于） 香港浸會大學中醫藥學院 (中文, 英文)
- 中醫藥趣味練習 Chinese Medicine Game-based Exercise （页面存档备份，存于） 香港浸會大學中醫藥學院（中文）（英文）
- 《香港中藥材標準》網上檢索系統 Hong Kong Chinese Materia Medica Standards (HKCMMS) （页面存档备份，存于） 中國香港特別行區政府.衛生署.中醫藥規管辦公室（中文）（英文）